# Charidotella tumida
Charidotella tumida es un coleóptero de la familia Chrysomelidae.
Fue descrita científicamente en 1894 por Champion.